# مارجوری کوکس کرفرد
 مارجوری کوکس کرفرد (انگلیسی: Marjorie Cox Crawford؛ زاده ) یک تنیس‌باز اهل استرالیا است.